# Pamendanga nealei
Pamendanga nealei är en insektsart som först beskrevs av William Lucas Distant 1914.  Pamendanga nealei ingår i släktet Pamendanga och familjen Derbidae. Inga underarter finns listade i Catalogue of Life.